# Passaport Nansen
El Passaport Nansen és un document d'identitat, internacionalment reconegut, editat per la Societat de Nacions per als refugiats.

## El Passaport Nansen
El passaport Nansen fou dissenyat l'any 1922 per Fridtjof Nansen després de la Revolució Russa quan 1.4 milions de russos van haver d'escapar de Rússia pel temor de represàlies del govern comunista. Aquests refugiats no foren reconeguts per cap govern i, per tant, tenien un estat d'apàtrides. El 1942 el Passaport Nansen va ser reconegut pel govern de 52 països diferents, per la qual cosa es donaven garanties humanitàries als ciutadans amb el passaport.

## Oficina Internacional Nansen per als Refugiats
L'Oficina Internacional Nansen per als Refugiats fou l'encarregada de repartir aproximadament 450.000 passaports per als refugiats apàtrides i immigrants. Les seves activitats s'iniciaren l'1 d'abril de 1931 per iniciativa de la Societat de Nacions, en memòria i reconeixement del treball de Fridtjof Nansen en favor dels refugiats. Tots i els greu problemes de finançament econòmic, el gran nombre de refugiats provinents dels conflictes polítics a Espanya, Itàlia i Alemanya, i els problemes de reclutament de voluntaris per part de molts països, l'Oficina desenvolupà una tasca primària i construí centres de refugiats al Paraguai, Síria i Líban.
Aquesta Oficina fou guardonada amb el Premi Nobel de la Pau el 1938 pels seus esforços d'establir passaports per als refugiats. El 31 de desembre d'aquell mateix any l'Oficina fou dissolta per donar pas a la creació de l'Alt Comissionat pels Refugiats de la Societat de Nacions, precursor de l'actual model de l'ACNUR, amb seu a Londres.
El principi fonamental del Passaport Nansen fou reprès per la Convenció de Ginebra de 1949 sota l'estatus de refugiat.